# Pai Pedro
Pai Pedro é um município brasileiro do estado de Minas Gerais. Sua população recenseada em 2022 era de 5 551 habitantes. Ex-distrito de Porteirinha.
O ponto mais alto do município é de 500 metros, local: ponto central da cidade.